# Fredie Didier
Fredie Souza Didier Júnior (Salvador, 13 de setembro de 1974) é um advogado e professor brasileiro, conhecido por sua obra voltada ao direito processual civil. É docente da Universidade Federal da Bahia (UFBA) e da Faculdade Baiana de Direito (FBD), e membro da Academia de Letras da Bahia.
Integrou a comissão da Câmara dos Deputados que revisou o projeto do Novo Código de Processo Civil.

## Biografia
Fredie Didier graduou-se bacharel em direito pela Universidade Federal da Bahia (UFBA) em 1998, mestre em direito pela mesma universidade em 2002, com a dissertação Admissibilidade do recurso de terceiro no processo civil brasileiro, orientado pela Profa. Dra. Geisa de Assis Rodrigues, e doutor em direito em 2005 pela Pontifícia Universidade Católica de São Paulo (PUC/SP), com a tese Juízo de admissibilidade do processo: os pressupostos processuais e as condições da ação, sendo orientado pela Profa. Dra. Teresa Arruda Alvim Wambier. Realizou pós-doutorado em 2008-2009, pela Universidade de Lisboa, sob supervisão da Profa. Dra. Ana Paula Costa e Silva. Recebeu o título de livre-docente da Universidade de São Paulo (USP) em 2012.
Em 1998, foi assessor do procurador-chefe da Procuradoria da República na Bahia.
Desde 1999 é sócio do escritório Didier, Sodré e Rosa Advocacia e Consultoria, com atuação em diversos estados do Brasil. Foi conselheiro da seção baiana da Ordem dos Advogados do Brasil de 2010 a 2012 e é conselheiro suplente do Conselho Federal da OAB desde 2013.
Inicialmente lecionou como professor temporário do curso de direito da Universidade Federal da Bahia de 1998 a 2000. Em 2004, ingressou ali como professor efetivo. É também professor titular e coordenador da Faculdade Baiana de Direito desde 2007.
É autor, coautor e organizador de mais de trinta livros sobre diversos temas, principalmente Direito Processual Civil. Sua obra mais famosa é o Curso de direito processual civil, editada em 5 volumes pela editora Juspodivm.
Pioneiro do Ensino Jurídico Telepresencial, é um dos primeiros professores do Curso LFG e um dos fundadores da Editora Juspodivm.
Também foi um dos processualistas revisores do Projeto do Novo Código de Processo Civil.
Em 2017, foi eleito membro da Academia de Letras da Bahia. Tomou posse no dia 30 de novembro, ocupando a cadeira n. 10. 

## Obras
lista parcial
- Curso de direito processual civil, vol. 1. 18ª ed. Salvador: Juspodivm, 2016.
- Curso de direito processual civil, vol. 2. 11ª ed. Salvador: Juspodivm, 2016 (coautores: Paula Sarno Braga e Rafael Alexandria de Oliveira).
- Curso de direito processual civil, vol. 3. 13ª ed. Salvador: Juspodivm, 2016 (coautor: Leonardo Carneiro da Cunha).
- Curso de direito processual civil, vol. 4. 10ª ed. Salvador: Juspodivm, 2016 (coautor: Hermes Zaneti Júnior).
- Curso de direito processual civil, vol. 5. 6ª ed. Salvador: Juspodivm, 2014. (coautores: Paula Sarno Braga, Rafael Alexandria de Oliveira e Leonardo Carneiro da Cunha).
- O Controle Jurisdicional da Legitimação Coletiva e as Ações Coletivas Passivas. In: Processo Civil Coletivo (Rodrigo Mazzei e Rita Dias Nolasco – coords). São Paulo: Quartier Latins, 2005.